# Henry van Lyck
Henry van Lyck (Colonia, 15 gennaio 1941 – Monaco di Baviera, 11 novembre 2010) è stato un attore tedesco.

## Filmografia
- 1961: Freddy und der Millionär
- 1961: Der Teufel spielte Balalaika
- 1962: Waldrausch
- 1962: Schneewittchen und die sieben Gaukler
- 1962: Die Parallelstraße
- 1963: Barras heute
- 1963: Die sanfte Tour
- 1965: Die Schlüssel
- 1966: Pontius Pilatus
- 1968: Zur Sache, Schätzchen
- 1968: Lebenszeichen
- 1968: Bengelchen liebt kreuz und quer
- 1969: Match / Ellenbogenspiele
- 1969: April
- 1970: Der Bettenstudent oder: Was mach' ich mit den Mädchen?
- 1970: Das Bastardzeichen
- 1970: Immer bei Vollmond
- 1970: Nicht fummeln, Liebling
- 1970: Rote Sonne
- 1970: Die fleißigen Bienen vom Fröhlichen Bock
- 1970: Tell me
- 1971: Zu dumm zum...
- 1971: Die tollkühnen Penner
- 1972: Sternschnuppe
- 1972: Ohne Nachsicht
- 1973: Kopf oder Zahl
- 1974: Ulla oder Die Flucht in die schwarzen Wälder
- 1974:L'enigma di Kaspar Hauser
- 1974-1998: L'ispettore Derrick
- 1975: Die verlorene Ehre der Katharina Blum
- 1978: Heidi
- 1979: Wehe, wenn Schwarzenbeck kommt
- 1981: Tour de Ruhr
- 1983: Büro, Büro
- 1983: Unsere schönsten Jahre
- 1983: Mit mir nicht, du Knallkopp
- 1983: Der Formel Eins Film
- 1983: Hatschipuh
- 1983: Das Mädchen mit den Feuerzeugen
- 1983: Die Beute
- 1983: Der Angriff
- 1990: Liebe und Maloche
- 1990: Regina auf den Stufen
- 1990: Ein Schloß am Wörthersee
- 1991: Stein und Bein
- 1994: Lutz & Hardy
- 1994-2004: Im Namen des Gesetzes
- 1997: Das Amt
- 1995-1999: I ragazzi del windsurf
- 2004: Marga Engel gibt nicht auf
- 2005: Andersrum
- 2006: Glück auf vier Rädern
- 2006: Wer entführt meine Frau?